# Bassens (Savoia)
Bassens és un municipi francès situat al departament de la Savoia i a la regió d'Alvèrnia-Roine-Alps. L'any 2007 tenia 3.815 habitants.

## Demografia

### Població
El 2007 la població de fet de Bassens era de 3.815 persones. Hi havia 1.638 famílies de les quals 608 eren unipersonals (304 homes vivint sols i 304 dones vivint soles), 501 parelles sense fills, 398 parelles amb fills i 131 famílies monoparentals amb fills.
La població ha evolucionat segons el següent gràfic:
Habitants censats

### Habitatges
El 2007 hi havia 1.765 habitatges, 1.687 eren l'habitatge principal de la família, 16 eren segones residències i 62 estaven desocupats. 626 eren cases i 1.138 eren apartaments. Dels 1.687 habitatges principals, 1.009 estaven ocupats pels seus propietaris, 506 estaven llogats i ocupats pels llogaters i 172 estaven cedits a títol gratuït; 31 tenien una cambra, 162 en tenien dues, 391 en tenien tres, 499 en tenien quatre i 605 en tenien cinc o més. 1.274 habitatges disposaven pel capbaix d'una plaça de pàrquing. A 841 habitatges hi havia un automòbil i a 705 n'hi havia dos o més.

### Piràmide de població
La piràmide de població per edats i sexe el 2009 era:
| Homes | Edats   | Dones |
| ----- | ------- | ----- |
| 0     | 95 o +  | 4     |
| 4     | 90 a 94 | 8     |
| 24    | 85 a 89 | 40    |
| 12    | 80 a 84 | 12    |
| 52    | 75 a 79 | 76    |
| 52    | 70 a 74 | 76    |
| 56    | 65 a 69 | 108   |
| 92    | 60 a 64 | 68    |
| 96    | 55 a 59 | 116   |
| 108   | 50 a 54 | 76    |
| 124   | 45 a 49 | 144   |
| 136   | 40 a 44 | 152   |
| 120   | 35 a 39 | 120   |
| 128   | 30 a 34 | 132   |
| 200   | 25 a 29 | 192   |
| 116   | 20 a 24 | 76    |
| 96    | 15 a 19 | 84    |
| 112   | 10 a 14 | 128   |
| 128   | 5 a 9   | 84    |
| 100   | 0 a 4   | 68    |

## Economia
El 2007 la població en edat de treballar era de 2.563 persones, 1.861 eren actives i 702 eren inactives. De les 1.861 persones actives 1.732 estaven ocupades (918 homes i 814 dones) i 130 estaven aturades (60 homes i 70 dones). De les 702 persones inactives 206 estaven jubilades, 213 estaven estudiant i 283 estaven classificades com a «altres inactius».

### Ingressos
El 2009 a Bassens hi havia 1.621 unitats fiscals que integraven 3.561 persones, la mediana anual d'ingressos fiscals per persona era de 21.204 €.

### Activitats econòmiques
Dels 190 establiments que hi havia el 2007, 4 eren d'empreses de fabricació d'altres productes industrials, 15 d'empreses de construcció, 70 d'empreses de comerç i reparació d'automòbils, 8 d'empreses de transport, 7 d'empreses d'hostatgeria i restauració, 5 d'empreses d'informació i comunicació, 11 d'empreses financeres, 6 d'empreses immobiliàries, 25 d'empreses de serveis, 28 d'entitats de l'administració pública i 11 d'empreses classificades com a «altres activitats de serveis».
Dels 38 establiments de servei als particulars que hi havia el 2009, 1 era una oficina de correu, 4 oficines bancàries, 5 tallers de reparació d'automòbils i de material agrícola, 1 paleta, 3 guixaires pintors, 4 fusteries, 2 lampisteries, 4 electricistes, 2 perruqueries, 6 restaurants, 2 agències immobiliàries, 1 tintoreria i 3 salons de bellesa.
Dels 36 establiments comercials que hi havia el 2009, 1 era un hipermercat, 1 una gran superfície de material de bricolatge, 1 una botiga de més de 120 m², 1 una fleca, 1 una carnisseria, 2 llibreries, 9 botigues de roba, 4 botigues d'equipament de la llar, 3 sabateries, 2 botigues d'electrodomèstics, 5 botigues de mobles, 2 botigues de material esportiu, 1 una perfumeria, 1 una joieria i 2 floristeries.
L'any 2000 a Bassens hi havia 7 explotacions agrícoles.

## Equipaments sanitaris i escolars
El 2009 hi havia 1 psiquiàtric i 1 farmàcia.
El 2009 hi havia 2 escoles maternals i 2 escoles elementals.

## Poblacions més properes
El següent diagrama mostra les poblacions més properes.